# Francesco Forte
Pour les articles homonymes, voir Forte.
Francesco Forte, né le 1er mai 1993 à Rome en Italie, est un footballeur italien. Il évolue au poste d'attaquant avec le Ascoli Calcio.

## Biographie
Avec le club de l'AS Lucchese, il inscrit 25 buts en troisième division.

## Palmarès
- Vainqueur du championnat d'Italie Primavera en 2012 avec les moins de 19 ans de l'Inter Milan